# Eugenio Romero Pose
Eugenio Romero Pose (* 15. März 1949 in Baio, A Coruña, Spanien; † 25. März 2007) war Weihbischof im Erzbistum Madrid und Professor für Theologie und Philosophie.

## Leben
Eugenio Romero Pose empfing am 27. Juli 1974 die Priesterweihe in Madrid durch Angel Suquía Goicoechea. Eugenio Romero Pose war von 1981 bis 1997 Professor für Theologie und Philosophie am Instituto Teológico Compostelano (ITC) der Universidad Pontificia de Salamanca, von 1980 bis 1990 war er Gastprofessor an der Päpstlichen Universität Gregoriana in Rom. Von 1991 bis 1997 war er Regens des Priesterseminars in Santiago de Compostela. Er war in zahlreichen nationalen und internationalen Gremien engagiert.
1997 wurde er von Johannes Paul II. zum Titularbischof von Turuda ernannt und zum Weihbischof in Madrid. Die Bischofsweihe am 1. Mai 1997 erfolgte durch den späteren Kardinal Antonio María Rouco Varela, Erzbischof von Madrid; Mitkonsekratoren waren Angel Kardinal Suquía Goicoechea, Erzbischof von Madrid, und Elías Yanes Álvarez, Erzbischof von Saragossa.
Er starb mit 58 Jahren an den Folgen einer Krebserkrankung.